# Canute
Canute è un comune degli Stati Uniti d'America, situato nello Stato dell'Oklahoma, nella Contea di Washita.